# Metanarsia gobica
Metanarsia gobica är en fjärilsart som beskrevs av Alexandr L. Lvovsky och Piskunov 1989. Metanarsia gobica ingår i släktet Metanarsia och familjen stävmalar. Inga underarter finns listade i Catalogue of Life.